# Irina Andreevna Fedosova
Irina Andreevna Fedosova (in russo Ирина Андреевна Федосова?; Sopronovo, 1831 – Lisicino, 1899) è stata una cantastorie russa.

## Biografia
Irina Fedosova nacque nel villaggio di Sopronovo, nel distretto di Onega, nella Russia europea e fu una prefica. Divenne nota per i suoi canti funebri che improvvisava usando modelli e formule ricorrenti e che furono raccolti e pubblicati in tre volumi: lamenti funebri, nuziali e canzoni dei soldati. La sua abilità nell'improvvisare testi poetici di elevata qualità artistica attirò l'attenzione di diversi studiosi - tra i quali Maksim Gor'kij - che la considerarono una custode della storia russa. Nel 1895 Nikolaj Andreevič Rimskij-Korsakov registrò alcune sue esibizioni. Dal 1890 si esibì a San Pietroburgo, Mosca, Nižnij Novgorod, Kazan' e Petrozavodsk. Il suo repertorio includeva anche i poemi epici russi (bylina). L'Accademia russa delle scienze le conferì una medaglia d'argento e un diploma e i suoi testi sono ancora analizzati negli studi sul folclore russo.

## Riconoscimenti
Le è stata dedicata la Fedosova Patera, una formazione sulla superficie di Venere inizialmente classificata come cratere.